# Kněžice (ort i Tjeckien, Mellersta Böhmen)
Kněžice är en ort i Tjeckien.   Den ligger i regionen Mellersta Böhmen, i den centrala delen av landet, 70 km öster om huvudstaden Prag. Kněžice ligger 227 meter över havet och antalet invånare är 483.
Terrängen runt Kněžice är platt. Runt Kněžice är det ganska glesbefolkat, med 45 invånare per kvadratkilometer. Närmaste större samhälle är Poděbrady, 20,0 km sydväst om Kněžice. Trakten runt Kněžice består till största delen av jordbruksmark.